# 右近徳太郎
右近 徳太郎（うこん とくたろう、1913年9月23日 - 1944年9月15日）は、兵庫県武庫郡住吉村（現：神戸市東灘区）出身のサッカー選手。
豊富な運動量とパスの技術に長けるゲームメーカーで、フォワードからフルバックまでどこでも水準以上のプレーをして見せたという。

## 生涯
1913年9月23日、実業家・資産家の右近福次郎、とき（旧姓小寺）の子として、住吉村にて生まれる。兵庫県立第一神戸中学校（現：兵庫県立神戸高等学校）の4年生だった1930年、第12回全国中等学校蹴球選手権大会で全国優勝を経験。翌1931年に慶應義塾大学に入学し、ソッカー部では予科1年時から主力選手として活躍。在籍中、チームは関東大学リーグなど大学対抗大会において数々の好成績を挙げた。当時のソッカー部監督だった松丸貞一をして「天才」と言わしめたという。
大学在学中の1934年5月に開催された第10回極東選手権競技大会のサッカー日本代表に選出されて、5月15日のフィリピン代表戦で初出場した。
1936年にはベルリンオリンピックのサッカー日本代表に選出され、1回戦のスウェーデン代表戦で同点ゴールを挙げた（ベルリンの奇跡を参照）。
1937年に慶應義塾大学法学部政治学科を卒業。明治鉱業に入社した。1940年6月16日に甲子園南運動場で開催された紀元二千六百年奉祝東亜競技大会のフィリピン代表戦が最後の日本代表としての出場となった。
1942年に第二次世界大戦のため召集を受け陸軍に従軍、1944年にブーゲンビル島で戦死した。

## 所属クラブ
- 兵庫県立第一神戸中学校（現：兵庫県立神戸高等学校）
- 慶應義塾大学
- 神戸クラブ[1]

## 代表歴

### 出場大会
- 第10回極東選手権競技大会 サッカー競技（1934年）
- ベルリンオリンピック サッカー競技（1936年）
- 紀元2600年奉祝東亜競技大会（1940年）

### 試合数
- 国際Aマッチ: 5試合 1得点 (1934-1940)

| 日本代表 | 国際Aマッチ | 国際Aマッチ | その他 | その他 | 期間通算 | 期間通算 |
| 年       | 出場        | 得点        | 出場   | 得点   | 出場     | 得点     |
| -------- | ----------- | ----------- | ------ | ------ | -------- | -------- |
| 1934     | 2           | 0           | 0      | 0      | 2        | 0        |
| 1935     | 0           | 0           | 0      | 0      | 0        | 0        |
| 1936     | 2           | 1           | 4      | 1      | 6        | 2        |
| 1937     | 0           | 0           | 0      | 0      | 0        | 0        |
| 1938     | 0           | 0           | 0      | 0      | 0        | 0        |
| 1939     | 0           | 0           | 0      | 0      | 0        | 0        |
| 1940     | 1           | 0           | 1      | 0      | 2        | 0        |
| 通算     | 5           | 1           | 5      | 1      | 10       | 2        |

### 出場
| No. | 開催日         | 開催都市 | スタジアム     | 対戦相手     | 結果 | 監督     | 大会             |
| --- | -------------- | -------- | -------------- | ------------ | ---- | -------- | ---------------- |
| 1.  | 1934年05月15日 | マニラ   |                | フィリピン   | ○4-3 | 竹腰重丸 | 極東選手権       |
| 2.  | 1934年05月20日 | マニラ   |                | 中華民国     | ●3-4 | 竹腰重丸 | 極東選手権       |
| 3.  | 1936年08月04日 | ベルリン |                | スウェーデン | ○3-2 | 鈴木重義 | オリンピック     |
| 4.  | 1936年08月07日 | ベルリン |                | イタリア     | ●0-8 | 鈴木重義 | オリンピック     |
| 5.  | 1940年06月16日 | 兵庫県   | 甲子園南運動場 | フィリピン   | ○1-0 | 竹腰重丸 | 奉祝東亜競技大会 |

### 得点数
| # | 年月日       | 開催地             | 対戦国       | 勝敗 | 試合概要     |
| - | ------------ | ------------------ | ------------ | ---- | ------------ |
| 1 | 1936年8月4日 | ドイツ国、ベルリン | スウェーデン | 3-2  | ベルリン五輪 |